# Kawasaki 1000 GTR
La 1000 GTR est un modèle de moto du constructeur japonais Kawasaki.
La 1000 GTR apparaît en 1986. Le moteur délivre 108 ch à 9 500 tr/min et 10 kg m de couple dans sa version d'origine. Ces valeurs sont ramenées à 100 ch à 9 000 tr/min et 9,5 kg m de couple en France.
Cette moto de grand tourisme est agile (au-dessus de 5 km/h) ; elle est équipée d'un carénage complet, son grand saute-vent protège lors des étapes autoroutières, les doubles sacoches verrouillables permettent l'emport de bagages.
Elle est également connue aux États-Unis sous le nom de « Concours ».